# Епархия Оберы
Епархия Оберы (лат. Dioecesis Oberensis) — епархия Римско-Католической церкви с центром в городе Обера, Аргентина. Епархия Оберы входит в митрополию Корриентеса. Кафедральным собором епархии Оберы является церковь святого Антония Падуанского.

## История
13 июня 2009 года Папа Римский Бенедикт XVI выпустил буллу «Valde solliciti», которой учредил епархию Оберы, выделив её из епархий Посадаса и Пуэрто-Игуасу.

## Ординарии епархии
- епископ Victor Selvino Arenhart (13.06.2009 — 17.05.2010);
- епископ Damián Santiago Bitar (с 26 октября 2010 года).